# 吴创国
吴创国（1888年—1960年8月21日），曾化名张举林，湖南省平江县城关镇人。中华人民共和国政治人物。

## 生平

### 民国时期
吴创国自小学缝纫，1919年参加五四运动后，在外交后援会当调查员，是平江县救国十人团成员（陈茀章、李则鸣、张焕勋、陈景潜、余本健、吴创国、袁多泉、刘肱成、邱平川）。曾协助李六如创办工人夜校，组织工会团体。1922年，加入中国社会主义青年团。1924年3月，加入中国共产党。1925年至1927年6月，与吴克坚一起在平江办平民教育促进会，任平江对日经济绝交委员会委员长。1927年7月，任交通员，参加南昌起义。随后回到平江，恢复农民协会，组织秋收暴动，任委员并担任区委书记。
1930年，吴创国在湘鄂赣边区鄂东工作。1931年，在上海做征调工作，又在沪中局军事委员会工作。一二八事变后被捕入狱，关入苏州反省院。七七事变后，经中共地下党营救出狱。1938年，抵达延安，在延安职工委员会工作。1945年4月，作为中直军直代表团成员参加中国共产党第七次全国代表大会。同年10月至1948年8月，担任中国解放区职工联合会筹备委员会常委，参加土地改革。1948年在哈尔滨参加第六次全国劳动大会。

### 共和国时期
1949年至1952年，吴创国在哈尔滨、沈阳、北京参加中华全国总工会工作。1952年因病瘫痪，1960年8月21日因病在北京逝世，享年72岁。